# Umbra vântului

Umbra vântului, romanul scris de  Carlos Ruiz Zafon, a fost publicat în anul 2001 și reprezintă prima parte din ciclul Cimitirul cărților uitate.
Acțiunea romanului se petrece, în principal, în Barcelona anului 1945. De altfel, Barcelona reprezintă una din temele centrale ale romanului, autorul realizând o frescă a orașului cu portul, Rambla, dealul Montjuic, casele cochete sau în ruine, acoperind aproape 500 de ani de istorie a orașului și a Spaniei deopotrivă. În text este vorba despre un fiu de librar, Daniel Sempere, care găsește în librăria tatălui său, o carte stranie (Umbra Vântului) scrisă de un autor nu prea cunoscut (Julian Carax, fiul domnului Fortuny).
Prietenii lui Daniel Sempere sunt Tomas Aguilar și Fermin Romeo de Torres.
Principalul antagonist al operei este inspectorul (Javier) Fumero.
Daniel se îndrăgostește de Clara, o femeie oarbă care era specialistă în Carax, dar își pierde interesul.
Alte personaje: domnul Aldaya (don Ricardo) fiul său, Jorge și fiica sa, Penelope (iubita lui Julian și iubitoare de lectură).
După moartea lui Penelope și a copilului său, Julian intră în depresie, își spune Lain Coubert (diavolul în cartea lui Carax) și arde toate volumele sale.
La finalul operei, Daniel se căsătorește cu Bea (Beatriz - sora lui Tomas Aguilar) și au un fiu pe nume Julian Sempere, în cinstea lui Julian Carax.
Acesta îl duce pe fiul său așa cum a fost dus de tatăl său la vârsta de 10 ani.